# Circonscription de Dufti
La circonscription de Dufti est une des 8 circonscriptions législatives de l'État fédéré de l'Afar, elle se situe dans la Zone 1. Son représentant actuel est Mohammed Ali Hamid.